# Orchid (Flórida)
Orchid é uma vila localizada no estado americano da Flórida, no condado de Indian River. Foi incorporada em 1965.

## Geografia
De acordo com o United States Census Bureau, a vila tem uma área de 4,8 km², onde 3,2 km² estão cobertos por terra e 1,6 km² por água.

## Demografia
Segundo o censo nacional de 2010, a sua população é de 415 habitantes e sua densidade populacional é de 130,3 hab/km². É a localidade menos populosa do condado de Indian River, porém é a que, em 10 anos, teve o maior crescimento populacional do condado. Possui 325 residências, que resulta em uma densidade de 102 residências/km².